# 柿沼章
柿沼 章（かきぬま あきら、1972年4月24日 - ）は栃木県出身の元自転車ロードレース選手である。2016年現在は宇都宮ブリッツェン運営会社のサイクルスポーツマネージメント株式会社の代表取締役社長である。

## 経歴
足利高校出身。
プロロード選手としてチームミヤタ、ブリヂストン・アンカー等に在籍。2009年に地元で発足した宇都宮ブリッツェンに選手兼任監督として移籍した。
1997年と2001年に全日本自転車競技選手権大会個人タイムトライアルで優勝した。
2010年現在はコーチ兼任選手という形で宇都宮ブリッツェンに在籍した。
2011年10月にジャパンカップへの出走を最後に選手を引退することを表明した。
2014年4月にサイクルスポーツ株式会社の代表取締役社長に就任した。